# Пужавка
Пужавка — река в России, протекает в Белохолуницком районе Кировской области. Устье реки находится в 18 км по правому берегу реки Иванцовка. Длина реки составляет 11 км.
Исток реки находится южнее деревни Высоково (Поломское сельское поселение). Река течёт на юго-запад, затем разворачивается на северо-запад. Протекает северными окраинами села Иванцево и впадает в Иванцевку в 2 километрах к северо-западу от села. Хотя основное русло реки впадает в Иванцовку ниже села Иванцево, выше этого села Пужавка соединена с Иванцовкой мелиоративной канавой. Притоки — Смолиха (левый), Винокура (правый).

## Данные водного реестра
По данным государственного водного реестра России относится к Камскому бассейновому округу, водохозяйственный участок реки — Вятка от истока до города Киров, без реки Чепца, речной подбассейн реки — Вятка. Речной бассейн реки — Кама.
Код объекта в государственном водном реестре — 10010300212111100031501.